# Partout la musique vient
Albums de Julien Clerc
Fou, peut-être
(2011) À nos amours
(2017)
Singles
1. On ne se méfie jamais assez
Sortie : 12 septembre 2014
2. On va, on vient, on rêve
Sortie : 1er décembre 2014
3. Danser
Sortie : 13 avril 2015

Partout la musique vient est le vingt-troisième album studio de Julien Clerc, sorti le 4 novembre 2014. 
Il a été certifié disque de platine pour plus de 100 000 ventes en France.

## Titres
| 1.    | On ne se méfie jamais assez | Alex Beaupain         | Julien Clerc | 3:39 |
| 2.    | Mon cœur hélas              | Alex Beaupain         | Julien Clerc | 4:18 |
| 3.    | On va, on vient, on rêve    | Maxime Le Forestier   | Julien Clerc | 2:41 |
| 4.    | Long Distance Call          | Gérard Duguet-Grasser | Julien Clerc | 3:38 |
| 5.    | Violette et Pierrot         | Gérard Duguet-Grasser | Julien Clerc | 2:23 |
| 6.    | Gagner la chambre           | Alex Beaupain         | Julien Clerc | 3:10 |
| 7.    | Tout                        | Alex Beaupain         | Julien Clerc | 2:48 |
| 8.    | Danser                      | Alex Beaupain         | Julien Clerc | 3:28 |
| 9.    | Les Amoureux                | Carla Bruni           | Julien Clerc | 3:22 |
| 10.   | Va-t-en si tu veux          | Alex Beaupain         | Julien Clerc | 3:01 |
| 11.   | Partout la musique vient    | Alex Beaupain         | Julien Clerc | 2:43 |
| 12.   | Le Chemin des rivières      | Carla Bruni           | Julien Clerc | 4:17 |
| 13.   | Si jamais (Bonus)           | Raphaëlle Lannadère   | Julien Clerc | 3:28 |
| 42:00 |                             |                       |              |      |

## Classements et certifications
| Classement (2014–15)         | Meilleure position |
| ---------------------------- | ------------------ |
| Belgique (Flandre Ultratop)  | 100                |
| Belgique (Wallonie Ultratop) | 2                  |
| France (SNEP)                | 1                  |
| Suisse (Schweizer Hitparade) | 34                 |
| Suisse (Charts Romandie)     | 4                  |

| Classement (2014)            | Position |
| ---------------------------- | -------- |
| Belgique (Wallonie Ultratop) | 43       |
| France (SNEP)                | 45       |

| Classement (2015)            | Position |
| ---------------------------- | -------- |
| Belgique (Wallonie Ultratop) | 73       |
| France (SNEP)                | 182      |

### Certification
| Pays          | Certification | Date | Ventes certifiées |
| ------------- | ------------- | ---- | ----------------- |
| France (SNEP) | Platine       | 2014 | 100 000           |